# Croudia
Croudia（クローディア）は、クローディア株式会社がかつて運営していたミニブログサービス、ソーシャル・ネットワーキング・サービス。2012年にサービス開始。2017年12月30日をもってサービスを終了した。

## 概要
Croudiaは372文字のミニブログである。372文字の投稿文字数を確保していることで、英語を母国語とする人にとってもストレスがないように利用できることや、「ささやきタイマー」と呼ばれる自動的に投稿が削除される機能を搭載することで、他のミニブログとは差別化を図っている。また、アニメーションGIFを投稿に添付したりアイコン画像として設定できる。(30フレームまで)
当初はAPIの公開は無かったが、2013年7月31日よりREST APIを公開している。Croudiaの公開するAPIはトークン数やレートリミットに制限が無く、開発物のデザインレイアウトにおいてもサードパーティーの開発者が自由に決められることに特長がある。

## 主な用語・機能
Croudiaで使用される特徴的な用語に以下のものが存在する。
ささやき
ユーザーから投稿される372字以内の文章。Twitterと同様に改行にも対応している。
ささやきタイマー
予め設定した時間が過ぎるとその投稿が削除される機能。2014年12月より公開され、以後基本コンセプトとなっている。
シェア
他ユーザーが投稿したささやきを自分のフォロワーに拡散することを「シェア」と呼ぶ。
シェア＆投稿
他ユーザーが投稿したささやきを自分のフォロワーにコメント付きで拡散することを「シェア＆投稿」と呼ぶ。
お気に入り
あとで読み返したいささやきを「お気に入り」に入れてCroudia上に記録できる。ただし、投稿者がささやきを削除した場合、「お気に入り」からも削除される。
引用返信
指定したささやきを引用し返信することを「引用返信」と呼ぶ。
PublicTimeline
全体のささやきを閲覧できるタイムライン。ただし、非公開設定ユーザーのささやきはフォロー承認を受けていない限り閲覧できない。
リスト
ユーザーを名前付けたリストで分類し、そのユーザーのささやきを別のタイムラインに表示することができる機能。
クロストリーム
新しく投稿されたささやきをリアルタイムで表示する機能。
非公開設定
非公開設定にすると、フォローリクエストを承認したユーザー以外からは自分のささやきを閲覧できなくなる機能。
Twitter連携
Croudiaで投稿したささやきを同時にTwitterにも投稿する機能。
ミュート
任意のユーザーをミュートすると、そのユーザーの投稿がタイムライン（ホームおよびPublicTimeline）から非表示になる機能。また、ミュートをしてもフォロー関係は維持されるので相手に気づかれずミュートすることが可能。
ブロック
任意のユーザーをブロックすると、そのユーザーとのフォローフォロワー関係が解除され、フォローすることやされることが不可能になる。また、PublicTimelineと@返信にもブロックしたユーザーの投稿が表示されなくなる。